# Busseto
Busseto är en ort och kommun i provinsen Parma i regionen Emilia-Romagna i Italien. Kommunen hade 6 911 invånare (2018).